# 2013 في المغرب
فيما يلي قوائم الأحداث التي وقعت خلال عام 2013 في المغرب.

## أحداث
- 1 يناير – مزرعة الرياح أخفنير

## سياسة

### تعيين في المنصب
- 9 مارس – لطيفة أخرباش سفير المغرب لدى بلغاريا.

### انتهاء فترة المنصب
- 10 فبراير – نجيب الزروالي الواريتي سفير المغرب لدى فرنسا.

## رياضة
- 21 ديسمبر – كأس العالم للأندية 2013 الفائز بايرن ميونخ.

## أفلام
من الأفلام التي صدرت هذه السنة في المغرب:
- 18 فبراير – 475
- 19 مايو – هم الكلاب من إخراج هشام العسري.

## موسيقى

### ألبومات
من الألبومات التي صدرت هذه السنة في المغرب:
- 8 مايو – حب جامد من غناء جنات.

## كتب
من الكتب التي صدرت هذه السنة في المغرب:
- 1 يناير – طائر أزرق نادر يحلق معي من تأليف يوسف فاضل.
- 1 يناير – اللغة العربية في مراحل الضعف والتبعية من تأليف عبد العلي الودغيري.
- سبتمبر – السياسة اللغوية في البلاد العربية من تأليف عبد القادر الفاسي الفهري.
- 6 ديسمبر – لغة الأمة ولغة الأم من تأليف عبد العلي الودغيري.

## وفيات

### يناير
- 19 يناير – عبد الرحيم الكومري (مواليد 1976)
- 24 يناير – محمد مجد (مواليد 1940) ممثل مغربي.

### فبراير
- 3 فبراير – إدريس بنعلي (مواليد 1943) اقتصادي مغربي.
- 5 فبراير – التهامي الوزاني التوهامي (مواليد 1927)
- 23 فبراير – التهامي الخياري (مواليد 1943) سياسي مغربي.

### مارس
- 13 مارس – إدريس بلمليح، (65 سنة)، هو ناقد وروائي مغربي.

### يوليو
- 2 يوليو – الحاجة الحمونية (مواليد 1937) مغنية مغربية.
- 30 يوليو - ثريا حسن (ممثلة مغربية) (مواليد 1937) تعد أول امرأة اعتلت خشبة المسرح بالمغرب.

### سبتمبر
- 19 سبتمبر – حميدو بنمسعود (مواليد 1935)

### أكتوبر
- 8 أكتوبر – المهدي فاريا (مواليد 1933) مدرب المنتخب المغربي يحمل جنسية مزدوجة مغربية برازيلية.
- 29 أكتوبر – علال بن قصو (مواليد 1941) لاعب كرة قدم مغربي.

### نوفمبر
- 21 نوفمبر – محمد الحبشي، ممثل مغربي.
- 22 نوفمبر – زهور العلوي المدغري، باحثة ومناضلة حقوقية مغربية.
- 28 نوفمبر – محمد الصيباري، كاتب مغربي باللغة الإسبانية.